# Pet Sematary
Pet Sematary (br: O Cemitério; pt: Samitério de Animais) é um romance de terror escrito por Stephen King e lançado em 1983. Foi indicado ao World Fantasy Award de Melhor Romance em 1984, e adaptado duas vezes para o cinema: uma em 1989 e outra em 2019. Em novembro de 2013, a PS Publishing relançou Pet Sematary em uma edição limitada especial pelos 30 anos de lançamento.

## Contexto
Em 1979, King era um "escritor residente" na Universidade do Maine e a casa que sua família estava alugando em Orrington, Maine, ficava ao lado de uma rodovia onde cães e gatos eram frequentemente atropelados por caminhões que passavam. Depois que o gato de sua filha foi morto por um caminhão naquela estrada, ele explicou a morte do animal de estimação a ela e o enterrou. Três dias depois, King imaginou o que aconteceria se uma família sofresse a mesma tragédia, mas o gato voltasse à vida "fundamentalmente errado". Então imaginou o que aconteceria se o filho mais novo daquela família também fosse morto por um caminhão que passava. Ele decidiu escrever um livro baseado nessas ideias, e que seria uma releitura de "The Monkey's Paw" (1902), um conto de W. W. Jacobs sobre pais cujo filho ressuscita depois que eles desejam que isso aconteça. O primeiro rascunho foi concluído em maio de 1979. Em junho de 1983, publicou um conto, "The Return of Timmy Baterman", no evento "Satyricon II" (também conhecido como "DeepSouthCon 21"); este foi incorporado em Pet Sematary. King declarou publicamente que, de todos os romances que escreveu, Pet Sematary é o que mais o amedrontou.

## Recepção
O romance recebeu críticas mistas: Kirkus descreve-o como muito longo e "tão lento que cada reviravolta na trama se torna previsivelmente cansativa". Em contraste, o New York Times comenta ironicamente sobre "o título completamente bobo", enquanto diz: "se o objetivo do Sr. King ao escrever Pet Sematary não era totalmente sério... então por que, alguém por favor me diga, eu estava segurando seu livro com tanta força que meus dedos começaram a ficar brancos?"